# Combo Ginebra
Combo Ginebra es una banda de nueva cumbia chilena. La banda surgió en 2004 como una tradicional  banda de música gitana y luego fue desarrollando composiciones propias con ritmos de cumbia ,primero bajo la dirección del clarinetista Mauricio barraza (2004 -2007 ) y luego bajo la dirección del guitarrista Javier Valdebenito (2007-2023 )  .  Juan Pablo Cabello cantante y frontman aporto letras como Mala de adentro, un poco más de cumbia y Pasto seco , este último tema se convirtió en un verdadero himno al ser incluido en la compilación Santiago caliente y al ser tocado cada noche en el mítico Galpón Víctor Jara espacio que se convirtió en un hogar y fue semillero de muchas bandas .El año 2013 la banda ganó el premio altazor por la mejor canción tropical ( el vacilón ) .
Combo Ginebra a tocado en todo el país y ha compartido escenario con todos los artistas del género ( chico Trujillo ,Juana fe ,villa cariño , santa feria , chorizo salvaje ) y también con artista de renombre internacionales como Caligaris ,Fito Paez , Auténticos decadentes , el año 2015 lograron cerrar el World Music Festival en Sarawak, Malasia ante miles de personas.
Actualmente la banda cuenta con tres discos editados Sangre y Oro (2005) - Vacilón (2012) - a bailar que el mundo se va acabar (2019) .
Luego que el histórico acordeonista y compositor David Santis y el guitarrista y director Javier Valdebenito emigraran a Europa ,la banda tuvo un receso de un par de años que coincidió con la pandemia .
Actualmente la banda es dirigida por su bajista y arreglista historico Raúl Díaz ,y con el regreso de Juan Pablo "Gipsy "Cabello en la voz siguen dando vida a la noche Santiaguina tocando todos sus hits .

Galpón Víctor Jara

## Historia
La banda se formó originalmente en 2004 como una tradicional música gitana proyecto con Álvaro "Pachuko" Pacheco en el violín y Juan Pablo "Gipsy" Cabello en la guitarra. Utilizando los mismos instrumentos, el dúo comenzó a incorporar cumbia en su sonido, que atrae a más músicos para el conjunto.
Para el año 2006, Combo Ginebra exclusivamente dedicado a sí mismos a la cumbia. Su canción Pasto Seco fue incluido en una compilación cumbia chilena, Santiago caliente , en 2008, compilado por Aldo "Macha" Asenjo de la banda Chico Trujillo . Combo Ginebra lanzó su primer álbum, Cumbias de Sangre y Oro ("Cumbias de Sangre y Oro ") de forma independiente en 2009. Su segundo álbum, El Vacilón , fue lanzado a mediados de 2012 a través del sello Oveja Negra.

## Estilo musical e influencia
Un pilar de la Nueva Cumbia Chilena escena musical, el estilo musical de Combo Ginebra combina animados ritmos de cumbia con el emotivo, teatral ya veces letras humorísticas y un toque de crítica social.
La banda de 2012 álbum El Vacilón - un término que significa "gran fiesta" española - incorpora ritmos latinos como la salsa y la cumbia peruana , con diversas influencias como el flamenco , la música gitana y el punk rock . Band miembro Cristián Jara ha descrito el álbum como una invitación para "señoras, niños, todos, para bailar. Debe tratarse de personas que quieren pasar un buen rato, porque no hacemos fiesta solos, necesitamos a la gente a ser parte de este vacilón ".
La banda también ha sido citado diciendo que "la gente le encanta la cumbia en estos días, ya que se mantuvo durante mucho tiempo. Es una parte de nuestra cultura y lo mejor que le puede pasar es que se mantenga se está reproduciendo en todas partes ".

## Discografía

### Álbumes
- 2009 - Cumbias de Sangre y Oro (Feria Music)

- 2012 - El Vacilón (Oveja Negra)

- Datos: Q5150928